# Josip Apih
Josip Apih, slovenski zgodovinar, * 16. marec 1853, Zapuže pri Radovljici, † 19. januar 1911, Celovec

## Življenje in delo
Rodil se je očetu Antonu in materi Mariji (roj. Mencinger).
Zgodovino in geografijo je s pomočjo Knafljeve štipendije študiral na dunajski Filozofski fakulteti. Po odsluženem enoletnem vojaškem roku je opravil še izpite iz nemščine in slovenščine za poučevanje v nižjih razredih gimnazije. Služboval je v Novem Jičínu na Moravskem (1877-1892) in na učiteljišču v Celovcu (1892-1907). Napisal je več zgodovinskih razprav in knjig v katerih je obravnaval pretežno 18. in 19. stol. Njegovo najpomembnejše delo pa je Slovenci in leto 1848 (izšlo, 1888). Zgodovinske članke je objavljal v raznih listih, med drugim tudi v Ljubljanskem zvonu.